# Абдразаков Талгатбек Абдрахманович
Талгатбек Абдрахманович Абдразаков (23 березня 1920, аул Жанажол, тепер аул Машхур Жусіп Баянаульського району Павлодарської області, Казахстан — 4 лютого 2015, Казахстан) — радянський державний діяч, 1-й секретар ЦК ЛКСМ Казахстану, ректор Карагандинського кооперативного інституту. Депутат Верховної ради СРСР 4-го скликання. Доктор економічних наук (1977), професор.

## Біографія
У 1939 році працював вчителем історії в школі села Урджар Семипалатинської області.
У 1939—1941 роках — у Червоній армії. З 1941 по 1944 рік знову служив у Червоній армії, учасник німецько-радянської війни.
У 1944—1945 роках — завідувач навчальної частини середньої школи селища Майкаїнзолото Павлодарської області Казахської РСР.
Член ВКП(б) з 1946 року.
У 1947 році закінчив Карагандинський вчительський інститут, вчитель історії.
У 1947—1950 роках — лектор, заступник завідувача відділу пропаганди та агітації Карагандинського обласного комітету КП(б) Казахстану.
У 1950—1952 роках — слухач Вищої партійної школи при ЦК ВКП(б).
У 1952—1953 роках — секретар Карагандинського міського комітету КП Казахстану.
У травні 1953 — червні 1954 року — 1-й секретар ЦК ЛКСМ Казахстану.
У 1954—1957 роках — секретар, 2-й секретар Гур'ївського міського комітету КП Казахстану.
У 1957—1961 роках — аспірант Академії суспільних наук при ЦК КПРС у Москві.
У 1961—1972 роках — завідувач кафедри політичної економії Карагандинського педагогічного інституту.
У 1972—1978 роках — декан економічного факультету, завідувач кафедри політичної економії Карагандинського державного університету.
У 1978—1987 роках — ректор Карагандинського кооперативного інституту.
З 1987 року — професор, завідувач кафедри політичної економії Карагандинського державного університету.
Автор книг «Казахстан у загальносоюзному розподілі праці» (1968), «Закономірності побудови соціалістичної економіки в національних районах СРСР» (1975), «Політична економія» (1991), «Економічні наслідки приєднання Казахстану до Росії» (1992), «Сучасні концепції суспільного розвитку» (1996).
Помер 4 лютого 2015 року.

## Нагороди
- орден Вітчизняної війни ІІ ст.
- орден «Знак Пошани»
- медаль «За відвагу»
- медалі
- Почесна грамота Верховної ради Казахської РСР
- Почесний громадянин міста Караганди